# Purpuricenus ferrugineus
Purpuricenus ferrugineus is een keversoort uit de familie van de boktorren (Cerambycidae). De wetenschappelijke naam van de soort werd voor het eerst geldig gepubliceerd in 1851 door Fairmaire.